# Медведка (Казахстан)
Медве́дка (каз. Медведка) — село у складі Шемонаїхинського району Східноказахстанської області Казахстану. Входить до складу Разінського сільського округу.
Населення — 309 осіб (2021; 500 у 2009, 559 у 1999, 597 у 1989).
Національний склад станом на 1989 рік:
- росіяни — 61 %
- німці — 31 %